# Lohbach (Ascha)
Der Lohbach ist ein 3 km langer, linker Zufluss der Ascha im Landkreis Schwandorf in der Oberpfalz in Bayern.
Er entspringt am Nordosthang des Drechselberges zwischen Schönsee und Stadlern, fließt in nördlicher Richtung und mündet südlich von Weberhäuser in die Ascha.